# Jozef Žitník
Jozef Žitník (* 10. října 1951) je slovenský fotbalový činovník (funkcionář) a bývalý prvoligový záložník. Žije v Bučanech.
Na Slovenském fotbalovém svazu (SFZ) působil jako předseda matriční komise, od roku 2015 je zprostředkovatelem mezi SFZ a hráči.

## Hráčská kariéra
V československé lize nastoupil za bratislavský Slovan v jediném utkání, aniž by skóroval. Tento zápas se hrál ve středu 14. června 1972 v Prešově a domácí Tatran v něm nad Slovanem zvítězil 2:1.

### Prvoligová bilance
| Ročník          | Zápasy | Góly | Minuty | Klub                       |
| --------------- | ------ | ---- | ------ | -------------------------- |
| I. liga 1971/72 | 1      | 0    | 17     | TJ Slovan ChZJD Bratislava |
| CELKEM I. LIGA  | 1      | 0    | 17     |                            |